# Parlament Federal de Somàlia
El Parlament Federal de Somàlia (somali: Baarlamaanka Federaalka Soomaaliya, conegut com Golaha Shacabka Soomaaliya, ‘Casa del Poble de Somàlia’; àrab: البرلمان الاتحادي في الصومال, al-Barlamān al-Ittiḥādī fī aṣ-Ṣūmāl) és el parlament nacional de Somàlia. Format a l'agost de 2012, té la seu en la capital, Mogadiscio, i és bicameral, compost per una cambra alta (Senat) i una cambra baixa (Congrés).

## Eleccions parlamentàries de 2020
El desè Parlament de Somàlia va ser inaugurat el 27 de desembre de 2016. Atès que el mandat constitucional dels parlamentaris va finalitzar el 27 de desembre de 2020, Somàlia no compta ara amb un parlament federal representatiu legítim.